# Ratpenat de ferradura rogenc
El ratpenat de ferradura rogenc (Rhinolophus rufus) és una espècie de ratpenat de la família dels rinolòfids. Viu a les Filipines. El seu hàbitat natural és al bosc primari i secundari madur, sia dins o prop de les coves. No hi ha cap amenaça significativa per a la supervivència d'aquesta espècie, tot i que està afectada per la pertorbació de les coves i la mineria.